# ベストヒット歌謡曲
ベストヒット歌謡曲（べすとひっとかようきょく）は、KBS京都ラジオで、1986年4月から2002年3月まで毎週土曜日午後に放送されていた「最新ベストテン」や話題曲・FAXメールに因るリクエストなどを中心とした歌番組。
放送時間は12:00～17:00→13:00～17:00→1998年4月には12:00～15:00と徐々に短縮されたが、同年10月から12:00～18:00になった。本項では後継番組「besthit Kyoto」についても記述する。

## パーソナリティー
- 滝トール

ネタが無いときは家族の話をして、それが受けて『息子の運動会から、成長してアルバイト先のウラ話・息子の彼女の話までして、最後は息子さんと彼女の結婚式の話』で閉めた。ベストヒット歌謡曲15年間の放送中は「息子の成長記録をラジオで報告して、息子のプライバシーは無かった」と、当時のKBSラジオのラジオ番組ガイド「りすん」Vol.2で語っていた。

## アシスタント
- 園田涼子（愛称「ろんちゃん」） 1993年頃まで  -京都駅前地下街ポルタのオープンイベントで一緒に仕事をして感じがよかったことから滝トールが指名[1]。出産をしてそれきっかけで続けるつもりだったがやめることになってしまった、その娘が20歳[2]。
- 若林順子（愛称「わかちゃん」） 1996年3月末まで
- 倉森ひとみ 1996年4月より

## ラジオカーレポーター
- 若林順子 1993年頃まで

歌手の販売促進グッズとおみくじを持ち京都市内を駆け巡り、「何時にどこの公園へ行きます」と放送。そこに集まったリスナーにおみくじを引いてもらい「当たり！」が出ると歌手のグッズやKBS京都のグッズが貰えた。なお、ラジオカーのコーナーの中継時間を過ぎてもくじ引き自体は時間の許す限り続けられた。
- かさいみか

## 番組のコーナー
- なつかよイチバン
- 滝トールのありがたーいお話
- クイズ音楽博士
- 今週のベストヒットランキング
- シネマベスト5

ほかに京都府情報BOX・交通情報・天気予報など

## besthit Kyoto
それまでの「ベストヒット歌謡曲」をリニューアルし、滝トール・倉森ひとみのコンビで放送
放送期間 2002年4月～2004年3月末の土曜日12:00～16:00
リポーター:葛西美香（TTB）

## 番組のコーナー
- タキ総論
- アルバムベストヒット
- アーティストガイドブック
- テレホンクイズ1!2!3!
- besthit kyoto chart (今週のKBS京都のベストテン)
- マンスリーAミュージック

1ヶ月間に渡り関西主要ラジオ局が1つの曲を応援して、各局が同じ曲を1ヶ月間放送する。